# ぷち★アソビ
ぷち★アソビは、徳島県徳島市東新町1丁目商店街などで開催されるアニメのイベントである。
同市で年2回開催されるアニメやゲームなどのエンターテインメントが集うイベント「マチ★アソビ」の番外編として2013年より毎年2月～3月に開催されている。「マチ★アソビ」が20～30代をターゲットにしたアニメイベントであるのに対し、同イベントでは幅広い世代の集客を目指し、「家族で遊べる」をコンセプトにさまざまな催しを行う。  
イベントではトークショーやライブ、ヒーローショーなどが行われるが、20～30代に人気の高いアニメ関係者が多いマチ★アソビとは違い地元の特撮ヒーローや70年代～80年代のアニソン歌手など10代未満の子供から40～60代の大人まで、家族で楽しめる催しとなっている。  
2024年開催のVol.10は会場がアスティとくしまに変更された。